# Jens Jochen Rassweiler
Jens Jochen Rassweiler (* 20. März 1955 in Stuttgart) ist  ein deutscher Facharzt für Urologie. Zum Schwerpunkt seiner Forschungsarbeit zählen die radikale Prostatektomie, die laparoskopische Cystektomie, die Lasertherapie der Benignen Prostatahyperplasie sowie die Behandlung erkrankter Nieren und Nebennieren.

## Leben
Rassweiler begann sein Studium der Medizin 1975 an der Universität Freiburg/Breisgau. Nach der Approbation 1981 arbeitete er zunächst als wissenschaftlicher Assistent am Pathologischen Institut der Universität Tübingen bei Professor A. Bohle. 1982 wurde er mit der Forschungsarbeit zur Kapilläre Embolisation: eine zuverlässige Methode zum Verschluss des gesamten arteriellen Gefäßsystems der Niere – eine Alternative zur Nephrektomie promoviert. Unmittelbar nach dem Studium arbeitete er als Assistenzarzt bei F. Eisenberger (Stuttgart) und später als leitender Oberarzt  der Urologischen Klinik bei P. Alken im Klinikum Mannheim.
Er habilitierte 1991 mit einer weiterführenden Forschungsarbeit zu benignen und malignen Nierenerkrankungen und deren kapillarer Embolisation. Hierbei entdeckte er die Wirkungsweise des Medikamentes Ethibloc und dessen neuen Einsatzmöglichkeiten in der Urologie. Zusammen mit Götz Richter modifizierte er das Maisprotein Ethibloc derart, dass eine gesamte Okklusion des Gefäßsystems der Niere bzw. von Nierentumoren erzielt werden konnte. Dies führte zum kompletten Absterben des Organs, welches dann vom Körper abgebaut wird.
Seit 1994 ist Rassweiler Direktor der Klinik für Urologie und Kinderurologie des Klinikums am Gesundbrunnen und lehrt als C2-Professor für Urologie am Universitätsklinikum Mannheim. 1997 folgte die Ernennung zum außerplanmäßigen Professor an der Universität Heidelberg und 2009 die Ehrendoktorwürde der Medizinischen und Pharmazeutischen Universität Victor Babeș in Timișoara, Rumänien. Hier unterrichtet und schult er Kollegen in der Handhabung moderner laparoskopischer Operationstechniken.

## Internationale Funktionen
- Gründungsmitglied der European Society of Urotechnology der European Association of Urology
- Board member der European School of Urology (ESU) der European Association of Urology (EAU)
- Chairman der EAU-section of Uro-technology (ESUT)
- Board member der European School of Urology
- Präsident der European intra-renal Surgery Society
- Präsident Engineering and Urology Society (EUS)

## Auszeichnungen
- 2010	Felix-Oberländer-Preis

## Veröffentlichungen
- Über 300 Originalarbeiten (229 in PubMed/Medline)
- Über 150 Buchbeiträge
- Über 500 Vorträge auf nationalen und internationalen Kongressen

## Mitgliedschaften
- Deutsche Gesellschaft für Urologie
- Berufsverband Deutscher Urologen
- Deutsche Krebsgesellschaft
- European Association of Urology
- Societé of Minimally Invasive Therapy
- Südwestdeutsche Gesellschaft für Urologie
- Deutsche Gesellschaft für Ultraschall in der Medizin
- Deutsche Gesellschaft für Endoskopie und Bildgebende Verfahren